# Kłódno-Stacja
Kłódno-Stacja – osada w Polsce, w województwie łódzkim, w powiecie poddębickim, w gminie Wartkowice.
Do 31 grudnia 2024 miejscowość była częścią wsi Zalesie.